# Jin Ju-dong
Jin Ju-dong (* 14. August 1972) ist ein ehemaliger nordkoreanischer Ringer. Er war 1997 Vize-Weltmeister im freien Stil im Fliegengewicht.

## Werdegang
Jin Ju-dong begann erst im Alter von 18 Jahren 1990 mit dem Ringen, wobei er sich auf den freien Stil konzentrierte. Er war Angehöriger der nordkoreanischen Armee und gehörte dem Sportclub der Armee Pjöngjang an. Sein Trainer war Hak-Ryong. Bei einer Größe von 1,61 Metern rang er im Fliegengewicht, der Gewichtsklasse bis 52 bzw. 54 kg Körpergewicht.
Auf der internationalen Ringermatte trat er erstmals im Jahre 1995 in Erscheinung. Er nahm in diesem Jahr an der Militär-Weltmeisterschaft teil und gewann dort den Titel vor Namig Abdullajew aus Aserbaidschan und Sayeed Kolivand aus dem Iran. 1997 wurde er Asienmeister im Fliegengewicht vor Huiniu Ping aus China und Gholamreza Mohammadi aus dem Iran. Im gleichen Jahr errang er dann den größten Erfolg in seiner Ringerlaufbahn, denn er wurde in Krasnojarsk Vize-Weltmeister. Auf dem Weg zu diesem Erfolg besiegte er Zeke Jones, Vereinigte Staaten, Roger Ruiu, Kanada, Gholamreza Mohammadi und Maulen Mamirow, Kasachstan. Erst im Finale unterlag er dem Kubaner Wilfredo García.
1998 wurde er in Bangkok Sieger bei den Asienspielen vor Behnam Tayebi-Kermani, Iran, Maulen Mamirow und Jung Soon-won, Südkorea. Diesem Sieg ließ er bei der Militär-Weltmeisterschaft 1999 in Zagreb den nächsten folgen, denn auch dort siegte er vor Gework Markarjan, Armenien und Iwan Djorew aus Bulgarien. Im Jahr 2000 wurde er in Guilin/China auch Asienmeister. Er verwies dabei Mohammed Asslani, Iran, Adchan Achilow, Usbekistan und Shankar Patol Kripa aus Indien auf die Plätze.
Im gleichen Jahr nahm er auch an den Olympischen Spielen in Sydney teil. Er verlor dort aber gleich seinen ersten Kampf gegen Namig Abdullajew und konnte sich mit einem Sieg in seinem nächsten Kampf über Martin Liddle, Neuseeland, dem damals geltenden unglücklichen Reglement entsprechend, nur mehr auf den 9. Platz verbessern.

## Internationale Erfolge
| Jahr | Platz | Wettbewerb                         | Gewichtsklasse | Ergebnisse |
| 1995 | 1.    | Militär-WM                         | Fliegen        | vor Namig Abdullajew, Aserbaidschan, Saeed Kolivand, Iran und Peter Jumschanow, Russland                                                                   |
| 1997 | 1.    | Asienmeisterschaft                 | Fliegen        | vor Huiniu Ping, China und Gholamreza Mohammadi, Iran |
| 1997 | 2.    | WM in Krasnojarsk                  | Fliegen        | nach Siegen über Zeke Jones, USA, Roger Ruiu, Kanada, Gholamreza Mohammadi und Maulen Mamirow, Kasachstan und einer Niederlage gegen Wilfredo García, Kuba |
| 1998 | 1.    | Asienspiele in Bangkok             | Fliegen        | vor Behnam Tayebi-Kermani, Iran, Maulen Mamirow und Jung Soon-won, Südkorea                                                                                |
| 1999 | 1.    | Militär-WM in Zagreb               | Fliegen        | vor Gework Markarjan, Armenien und Iwan Djorew, Bulgarien                                                                                                  |
| 2000 | 1.    | Asienmeisterschaft in Guilin/China | Fliegen        | vor Mohammad Asslani, Iran, Adchan Achilow, Usbekistan und Shankar Patol Kripa, Indien                                                                     |
| 2000 | 9.    | OS in Sydney                       | Fliegen        | nach einer Niederlage gegen Namig Abdullajew und einem Sieg über Martin Liddle, Neuseeland                                                                 |

## Erläuterungen
- alle Wettbewerbe im freien Stil
- OS = Olympische Spiele, WM = Weltmeisterschaft
- Fliegengewicht, Gewichtsklasse bis 1996 bis 52 kg, von 1997 bis 2001 bis 54 kg Körpergewicht, danach abgeschafft